# Tsonoqua
Tsonoqua (Tsonokwa, Dzunukwa, Axwadus; Basket Ogress, Basket Woman), Basket Ogress je divovska ljudožderka koja je uobičajena u folkloru mnogih plemena sjeverozapadne obale (Kwakiutl, Tlingit, Heiltsuk, Coast Salish). Ona hvata ljude, posebno nestašnu ili nemarnu djecu, i odnosi ih u svojoj golemoj košari da ih pojede u svojoj jazbini. Srećom, prilično je maloumna i njezin plijen obično uspije pobjeći. Iako postoje neke legende sjeverozapadne obale u kojima Žena košara ima veću mitološku važnost, u većini plemena ona primarno igra ulogu bauka.. Sličan lik kod Micmaca je Gougou ili Kuku.